# Hans Nielsen (tonsättare)
Hans Nielsen, född 1580, död 1626, var en dansk musiker. Han var medlem av Kristian IV:s kapell. 
Nielsen, som möjligen härstammade från Roskilde, sändes av kungen som ganska ung 1599 till Giovanni Gabrieli i Venedig för att studera musik. Han utgav där två böcker madrigaler under pseudonymen Giovanni Fonteio, vilka dock förefaller ha gått förlorade. Vid sin hemkomst anställdes han 1604 som instrumentalist i kapellet. Av hans kompositioner blev en madrigal upptagen i Melchior Borchgrevincks Giardino novo (Köpenhamn 1605). Med kungligt understöd vistades han 1606–08 i Wolfenbüttel för att studera lutspel. Under Kalmarkriget fick han tillåtelse och gav sig av för att studera vid Heidelbergs universitet. Han påträffas åter i det danska kapellet som vicekapellmästare, dock endast en kort period (1623–24), varefter han försvinner ur kungens tjänst.